# Bonarka City Center
Bonarka City Center – centrum handlowe wchodzące w skład wielofunkcyjnego centrum miejskiego Bonarka City Center. Znajduje się w Krakowie, na terenie Dzielnicy XI Podgórze Duchackie.
Powstało na terenie dawnych Zakładów Chemicznych „Bonarka”, na obszarze dawnej wsi Bonarka, stąd nazwa całego centrum. Zostało otwarte 21 listopada 2009. Na powierzchni handlowej wynoszącej 91 tys. m² znajduje się ok. 270 sklepów. Zlokalizowany został tutaj jeden z największych w Polsce megapleksów – 20-salowy Cinema City. Łącznie może pomieścić 3 234 widzów.
Przy budynku znajduje się trzypoziomowy parking o pojemności 3 200 miejsc.

## Galeria

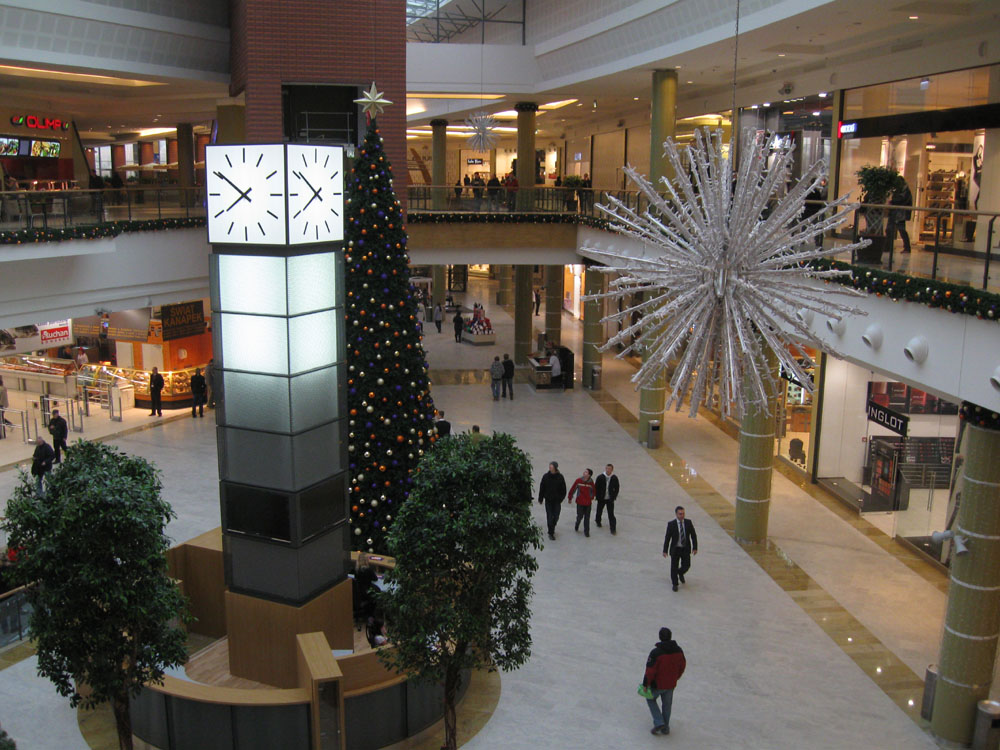
Wnętrze centrum handlowego
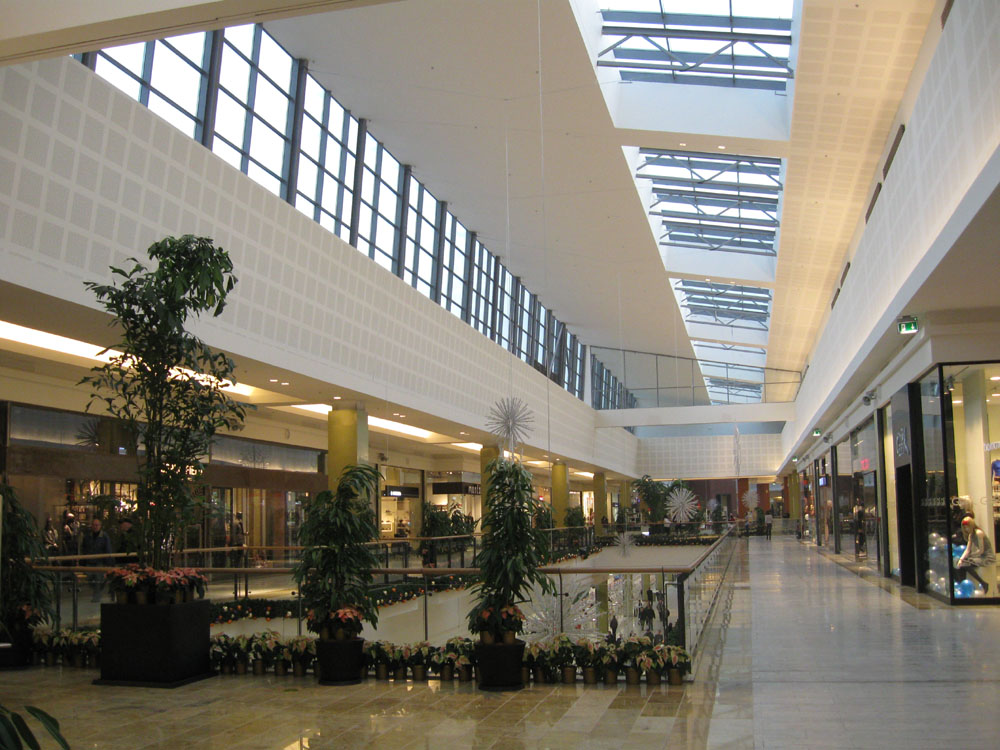
Jeden z pasaży

## Dane techniczne
- Liczba miejsc parkingowych: 3 200[2]
- Powierzchnia całkowita: 257 000 m²
- Powierzchnia handlowa: 92 300 m²
- Łączna wartość inwestycji: 250 mln EUR[3]